# Sartrouville
Sartrouville ist eine französische Gemeinde im Département Yvelines in der Region Île-de-France. Sie liegt rund 17 Kilometer nordwestlich der Pariser Innenstadt am rechten Seine-Ufer gegenüber von Maisons-Laffitte. Sartrouville hat 51.570 Einwohner (Stand 1. Januar 2022). Die Einwohner werden Sartrouvillois genannt.

## Geschichte
Die genaue Bedeutung des erstmals als Sartoris Villa erwähnten Ortsnamens ist umstritten, er ist aber in jedem Fall lateinischen Ursprungs. Im 20. Jahrhundert hat sich der Ort zu einer typischen Pariser Vorortgemeinde entwickelt. 
Im Zweiten Weltkrieg versuchten alliierte Bomber am 27. Mai 1944, die für den Nachschub der deutschen Truppen wichtige Eisenbahnbrücke zwischen Sartrouville auf dem rechten Seine-Ufer und Maisons-Laffitte auf dem linken Ufer zu zerstören. Die Bomben trafen die Brücke nicht, stattdessen die Stadt Sartrouville. Etwa 200 Sartrouvilloises wurden getötet.
| Jahr      | 1793  | 1841  | 1881  | 1901  | 1921  | 1946   | 1962   | 1975   | 1990   | 1999   | 2006   | 2015   |
| Einwohner | 1.717 | 1.775 | 1.730 | 2.211 | 5.847 | 17.494 | 31.267 | 42.253 | 50.329 | 50.219 | 51.600 | 52.538 |

## Politik
In den Jahren 1959–1989 amtierte der Kommunist Auguste Chrétienne als Bürgermeister, der von Laurent Wetzel, Mitglied der christlich-konservativen Partei Centre des démocrates sociaux abgelöst wurde; seit 1995 ist Pierre Fond von der UMP (seit Mai 2015 LR) Bürgermeister (Amtszeit bis 2014). 2015 wurde er mit über 70 % der gültigen Stimmen wiedergewählt. Seit 2017 ist Yaël Braun-Pivet, Mitglied von La République en Marche die Deputierte.

## Sehenswürdigkeiten
Siehe: Liste der Monuments historiques in Sartrouville

## Städtepartnerschaften
Sartrouville pflegt Partnerschaften zu den Städten
- Kallithea (Griechenland), seit 1988
- Paços de Ferreira (Portugal), seit 1996
- Waldkraiburg (Deutschland), seit 1997

## Verkehr
Der Bahnhof der Stadt an der Bahnstrecke Paris–Le Havre wird durch die Linie RER A der Pariser RER bedient.

## Kultur
Bekannt ist das 1966 von Patrice Chéreau eingerichtete Volkstheater. 

## Persönlichkeiten
- Eric Benzekri (* 1973), Drehbuchautor
- Christopher Bibaku (* 1995), Fußballspieler
- Joseph Laurent Demont (1747–1826), General und Politiker
- Élise Fajgeles (* 1970), Politikerin
- Angélique Ionatos (1954–2021), Komponistin und Sängerin
- Justin Jules (* 1986), Radrennfahrer
- Nicolas Le Riche (* 1972), Balletttänzer
- Pascal Lino (* 1966), Radrennfahrer